# 琴音
琴音（ことね、1976年4月9日 - ）は、日本の小説家。

## 経歴
北海道函館市生まれ。東京大学法学部第1類卒。北海道後志管内倶知安町在住。フリーライター兼翻訳業。
2005年、『愛をめぐる奇妙な告白のためのフーガ』により、第17回日本ファンタジーノベル大賞の優秀賞を受賞。選考委員である作家・戯曲家の井上ひさしの絶賛を浴びる。しかし、同年9月2日、同賞の後援である新潮社との行き違いから受賞を辞退し、公募文学賞では、異例の事態として、大手新聞社などで報道された。  
インターネット上においても、匿名掲示板2ちゃんねるで様々な憶測を呼び、多数のニュース系ブログで話題となった。  
受賞辞退となった作品は、ライブドアパブリッシングより、2005年12月17日に刊行。但し、ライブドアの宣伝コピーに、新潮社・読売新聞社は、厳しい制限をつけ、「優秀賞辞退作」はもとより、「待望の刊行」などの文言も用いることを禁止した。（詳細は、外部リンクにあるライブドアプレスリリース参照のこと）
辞退から出版の諸経緯については、公式ブログ『愛をめぐる奇妙な告白のためのブログ』で、自身が書き綴っている。
2006年3月2日　ライブドアパブリッシングの経営悪化による書店販売中止を機に、ライブドアパブリッシングより版権を引き上げ、幻冬舎に移籍。
同年、4月25日、幻冬舎からの新刊本として、『愛をめぐる奇妙な告白のためのフーガ』が発売される。版権引き上げ後も、契約に違反し、ライブドアパブリッシングは、同書の発売を続けている。

## 作品
- 愛をめぐる奇妙な告白のためのフーガ（2005年、ライブドアパブリッシング）
- 愛をめぐる奇妙な告白のためのフーガ（2006年、幻冬舎）